# Інститут виробників спортивної зброї та боєприпасів
Інститут виробників спортивної зброї та боєприпасів (англ. Sporting Arms and Ammunition Manufacturers' Institute, SAAMI; вимовляють як «семмі») — об'єднання американських виробників вогнепальної зброї та набоїв до неї. SAAMI затверджує різні промислові стандарти стосовно специфікацій набоїв та стволів, правила випробування граничного тиску в стволі, тощо.
В Сполучених Штатах дотримання стандартів SAAMI не обов'язкове, їх зобов'язані дотримуватись лише члени інституту.